# Жомартбаев, Таир
Таир Жомартбаев (каз. Тайыр Жомартбаев, настоящее имя Тайлакбай; 1884, аул Мукыр (или Мукур), Чингистауская волость, Семипалатинская область, Российская империя (ныне Абайский район, Восточно-Казахстанская область, Казахстан) — 1937, Семипалатинск) — советский педагог, писатель, драматург.

## Биография
Родился в селе Мукур Чингистауской волости (ныне Абайский район) в многодетной бедной семье. До 12 лет рос в родительской семье и учился в аульной школе, а после переехал в Семипалатинск, где совмещал работу и учёбу в казахской школе, после чего переехал в Уфу. В 1911 году окончил уфимское медресе «Галия» (шакирд). В 1911—1915 годах преподавал в школе Жакии кажи около г. Семипалатинск, в 1916 году переезжает в Зайсан, где преподаёт в местной медресе для мальчиков (а жена Адгия Орманова (по другим данным, Адгия Фахрисламова) преподавала в классах для девочек). В 1912 году опубликовал роман «Қыз көрелік» («Смотрины» или «Поглядим на девушку») о судьбе казахских женщин и сборник стихов хрестоматийного характера «Балаларға жеміс» («Подарок детям»). Занимаясь журналистикой, регулярно писал статьи, фельетоны в журналы «Айқап», «Жаңа мектеп» и газеты «Қазақ», «Алаш». Его пьесы «Сары сүйек құда» («Сват рыжей кости»), «Осы ма, қазақ, өмірің?» («Вот она твоя жизнь, казах?») были поставлены в театрах Семипалатинска и Зайсана. В 1927 году возвращается в Семипалатинск: в 1928—1930 годах работает директором школы № 14 г. Семипалатинска, в 1930-37 годах — преподавателем Семипалатинского педагогического техникума. В 1937 году по ложному политическому обвинению арестован и приговорён к расстрелу. Реабилитирован в 1956 году.